# Kirche Baalsdorf

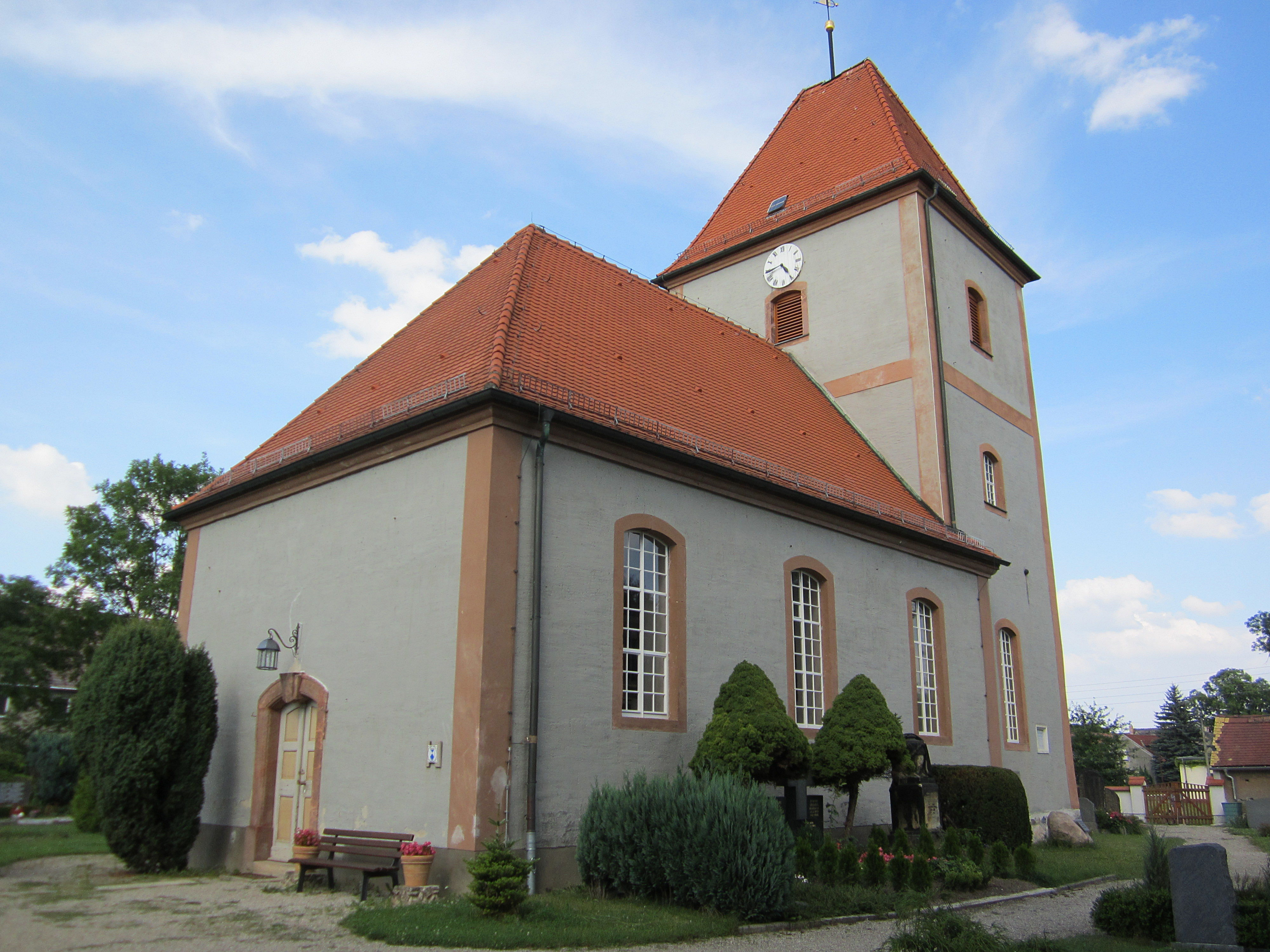
Kirche Baalsdorf (2014)

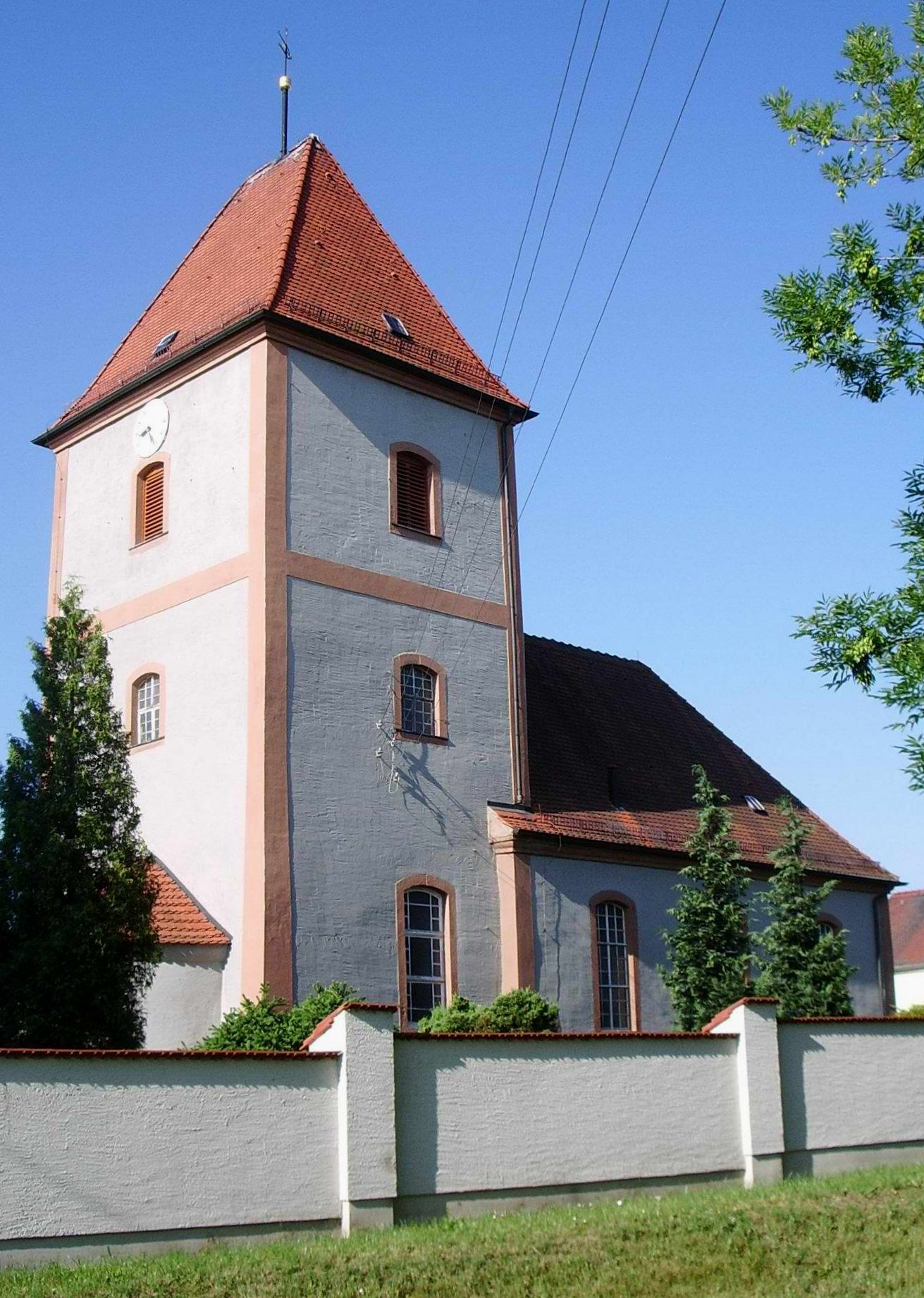
Blick zum Kirchturm (2006)

Die Kirche Baalsdorf ist ein Kirchengebäude der Evangelisch-Lutherischen Landeskirche Sachsens in Baalsdorf, einem Stadtteil von Leipzig am östlichen Stadtrand. Die Kirche steht direkt auf dem Anger, sie ist das älteste Gebäude im Ort.

## Geschichte
Baalsdorf wurde etwa zur Mitte des 12. Jahrhunderts gegründet. Mitten auf dem Dorfanger wurde eine sogenannte Schrotholzkirche oder „Pfostenkirche“, also eine aus grob behauenem Holz gefügte Kapelle errichtet. Später – um 1220 – entstand wohl um die Kapelle herum aus Feldsteinen, Ziegelsteinen, Lehm und Mörtel eine steinerne romanische Chorturmkirche. Romanische Bausubstanz ist im Kirchturm und im Langhaus zu finden. Beim Umbau 1748 erhielten Fenster und Portal Gewände aus Rochlitzer Porphyr.
In der Apsis gibt es eine Seccomalerei: Nach Ansicht von Fachleuten schuf diese etwa 1415 ein Künstler, dessen Stil von böhmischen Meistern geprägt war. Sie wurde 1956–1958 entdeckt und fachgerecht freigelegt und zeigt Christus als Weltenherrscher, umgeben von Johannes dem Täufer, Maria, Petrus und Paulus. Die Besonderheit ist dabei Petrus, der als Kritik am Papsttum blind dargestellt wurde.
Bei Renovierung des Innenraumes der Kirche zu Baalsdorf im Jahr 2013 wurde der mehrfach umgebaute barocke Altaraufsatz entfernt, um so wieder den Blick auf die Apsis zu ermöglichen.

## Bauwerk

Kirche Baalsdorf (um 1850)

Die Chorturmkirche wurde 1548 umgebaut. 1748 wurde sie neu ausgestattet und die Fenster vergrößert. Der Kirchturm hat einen quadratischen Grundriss mit Apsis. Es handelt sich um einen verputzten Bruchsteinbau, Kirchturm und Kirchenschiff haben ein Walmdach.
Der Innenraum ist flachgedeckt mit dreiseitiger Empore, Wandmalereien, Altar, Kanzel und Taufe.

## Orgel
Die Orgel schuf 1883 Orgelbaumeister Richard Kreutzbach. Das Instrument verfügt über zwei Manuale, Pedal und elf Register. 
Die Firma Schmeisser betreute die Orgel 1917, 1931 und 1932. 1942 wurde ein Elektroventilator von der Firma Plagens aus Berlin-Friedenau eingebaut. 1966 erfolgten Reinigung, Reparatur und Imprägnierung von Hermann Lahmann. 1996 reinigte Siegfried Creutz aus Nentmannsdorf die Orgel und setzte sie instand.
Die Disposition lautet wie folgt:
| I Manual C–f3            |     |
| Bordun                   | 16′ |
| Principal                | 8′  |
| Hohlflöte                | 8′  |
| Viola di Gamba           | 8′  |
| Principal                | 4′  |
| Octave 2′ + Quinte 2 ⁄3′ |     |

| II Manual C–f3 |    |
| Flauto amabile | 8′ |
| Gedackt        | 8′ |
| Flauto dolce   | 4′ |

| Pedal C–d1    |     |
| Subbass       | 16′ |
| Principalbass | 8′  |

- Koppeln: II/I, I/P

## Geläut

### Glocken-Historie
Bis 1917 hatte die Kirche ein dreistimmiges Glockengeläut mit einer sogenannten „Heinrichsglocke“ (mittlere Glocke): 
- die große Glocke von 1496 (1,095 Meter Durchmesser, etwa 83 cm Höhe) mit der Inschrift: O König der Herrlichkeit, Jesus Christus, komm mit Frieden
- die mittlere Glocke aus dem 13. Jahrhundert (85 cm Durchmesser, etwa 65 cm Höhe) mit der Inschrift: Durch Heinrich dem Sohn des Thidericus gemacht
- die kleine Glocke aus dem 15. Jahrhundert (48 cm Durchmesser, etwa 40 cm Höhe) ohne Inschrift[2]

Am 10. September 1917 mussten diese drei historischen Bronze-Kirchenglocken (Gesamtgewicht 1035 kg) im Ersten Weltkrieg für Rüstungszwecke an das Lager der Kriegsmetall-Aktiengesellschaft abgeliefert werden. 
Am 31. Oktober 1917 wurden als Ersatz drei Eisenhartgussglocken der Firma J. F. Weule aus Bockenem geweiht:
- Die große Glocke mit Schlagton C hat einen unteren Durchmesser von 105 cm und wiegt 605 kg.
- Die mittlere Glocke mit Schlagton F hat einen Durchmesser von 85 cm und wiegt 330 kg.
- Die kleine Glocke mit Schlagton As hat einen Durchmesser von 68 cm und wiegt 172 kg.

Die Glocken hingen an gekröpften Stahljochen in einem Holzglockenstuhl. 1940 wurde das Geläut von der Firma Friedrich Plagens aus Berlin-Steglitz mit Elektromotoren ausgerüstet, diese wurde 1980 von einer elektrischen Läuteanlage Concordia super der Firma Philipp Hörz aus Ulm ersetzt. 
Da diese Glocken das Ende ihrer Nutzungsdauer von 100 Jahren erreicht hatten, sollte so bald wie möglich ein neues Geläut aus Bronze gegossen werden. Am 7. September 2020 wurden nach fast 103 Jahren die alten Glocken zu einer Andacht auf dem Friedhof letztmals geläutet und außer Dienst genommen.

### Bronze-Geläut 2021
Im Jahr 2017 gab es erstmals den Gedanken, die verschlissenen Eisenhartgussglocken außer Dienst zu nehmen, neue Bronzeglocken gießen zu lassen und den Kirchturm zu sanieren. 
Am 11. September 2020 war im Beisein einiger Gemeindeglieder Glockenguss in der Glockengießerei Petit & Gebr. Edelbrock in Gescher. Da die große Glocke beim ersten Guss misslang, musste sie am 18. Dezember 2020 erneut gegossen werden. Am 17. Februar 2021 nahm der Glockensachverständige Roy Kreß die Werksabnahme der Glocken in der Glockengießerei vor. 
Am 16. März 2021 erfolgte deren Anlieferung, am 21. März 2021 die Glockenweihe, am 22. März 2021 wurden die Glocken in ihre Glockenstube gehoben. Am 4. April 2021, zum Ostersonntag, erklangen erstmals die neuen Bronze-Kirchenglocken.

## Kirchgemeinde
Die Kirche gehört zur Kirchgemeinde Baalsdorf-Mölkau, seit 1. Januar 2021 zugehörig zum Evangelisch-Lutherischen Alesius-Kirchspiel Leipzig.

## Geistliche
Das Verzeichnis pfarrerbuch.de listet für die Kirche folgende Pfarrer auf:
- 1540: Coriarius Johannes
- 1550: Joachim Curtius
- 1559: Sebastian Günther
- 1564: Erasmus Frohberger
- 1570: Georg Göldner
- 1619: Friedrich Franke
- 1673: Johann Christoph Müller
- 1686: Johann Christian Mörlin I
- 1742: Johann Christian Mörlin II
- 1745: Johann Gottlieb Kühn
- 1749: Friedrich August Kuhl
- 1779: Johann Christian Wille
- 1811: Johann Adolf Wille
- 1819: Samuel Gottlieb Künzel
- 1849: Friedrich Wilhelm Georg Lochmann
- 1885: Karl Joseph Krahmer
- 1886: Christian *Adolf Kreher
- 1891: Hermann August Louis Barth
- 1909: Otto Paul Vieweg
- 1931: Johann Martin *Friedrich Seidel
- 1949: *Karl Johannes Rudolf Richter
- 1958: Gottfried Müller